# Pelasgía
Pelasgía (grec moderne : Πελασγία) est une ville du district régional de Phthiotide, en Grèce. Elle fut appelée Larisa Cremaste (Kremaste selon les orthographes) et Larisa Pelasgia au cours de l'Antiquité puis pris le nom de Gardikhi jusqu'en 1927.

## Pendant la seconde guerre de Macédoine
En 199 av. J.-C., elle est prise par les Romains pendant que ceux-ci assiègent la ville d'Oraioi.